# Oxytropis didymophysa
Oxytropis didymophysa är en ärtväxtart som beskrevs av Aleksandr Andrejevitj Bunge. Oxytropis didymophysa ingår i släktet klovedlar, och familjen ärtväxter. Inga underarter finns listade i Catalogue of Life.